# 449 Hamburga
449 Hamburga (mednarodno ime je tudi 449 Hamburga) je  asteroid tipa C (po Tholenu) v glavnem asteroidnem pasu.

## Odkritje
Asteroid sta odkrila nemška astronoma Max Wolf (1836–1932) in Arnold Schwassmann (1870–1964) 31. oktobra 1899 v Heidelbergu. Imenuje se po mestu Hamburg v Nemčiji.

## Značilnosti
Asteroid Hamburga obkroži Sonce v 4,07 letih. Njegov tir ima izsrednost 0,172, nagnjen pa je za 3,086 ° proti ekliptiki. Njegov premer je 85,59 km.